# Barry Yelverton
Pour les articles homonymes, voir Yelverton.
Barry Yelverton (28 mai 1736 - 19 août 1805) est un juge et homme politique irlandais, qui a donné son nom à la loi de 1782, dite d'Yelverton, qui abroge la loi sur les pouvoirs publics et rétabli ainsi l'indépendance du Parlement irlandais. Cette réalisation a été détruite par l'Acte d'Union 1800, que Yelverton a soutenu. Ce faisant, il a gravement nuit à sa réputation d'intégrité, qui avait déjà été mise à mal par son rôle de premier plan dans la condamnation et l'exécution pour trahison de William Orr, qui est maintenant considéré comme une erreur judiciaire majeure.

## Jeunesse
Il est le fils aîné de Francis Yelverton de Kanturk, comté de Cork, et d'Elizabeth Barry, fille de Jonas Barry de Kilbrin (maintenant Ballyclogh, comté de Cork). Son père est décédé alors que Barry n'a que dix ans; sa mère a atteint un grand âge, ne mourant qu'un an avant son fils. Il est allé à l'école à Charleville et au Midleton College et fréquente le Trinity College de Dublin, où il obtient un baccalauréat ès arts en 1757 et un baccalauréat en droit en 1761. Sa famille était assez pauvre et peu considérée et il est pendant quelques années maître adjoint sous Andrew Buck à l'Académie Hibernian. Cette occupation subalterne a été plus tard une source de grande gêne pour lui, car ses ennemis aimaient le ridiculiser comme "l'huissier de Buck".
En 1761, il épouse Mary Nugent (décédée en 1802), fille de Wliiliam Nugent de Clonlost, comté de Westmeath et sa femme Ursula Aglionby, une héritière, et fut ainsi autorisée à étudier pour le barreau irlandais, entrant au Middle Temple.

## Carrière judiciaire
Il est admis au barreau en 1764 et malgré son manque de liens familiaux, son succès dans sa profession est rapide, en raison de sa capacité juridique, de son charme et de son éloquence remarquable. Il est Conseiller de la reine huit ans après.
Il est devenu procureur général de l'Irlande en 1782 et est élevé au rang de lord-baron de l'Échiquier en 1783. Il est créé baron Yelverton en 1795 et en 1800 vicomte Avonmore dans la pairie d'Irlande. En tant que chef baron, il dirige l'opposition à la proposition d'augmenter le nombre de juges dans chacune des cours de common law de trois à quatre, au motif pratique que les tribunaux à quatre juges se divisent souvent également et ne peuvent donc pas parvenir à une décision. Malgré cette vision de bon sens, les nouveaux juges ont finalement été nommés.
En 1797, sa popularité est atteinte pour avoir présidé à ce qui est largement considéré comme un "procès spectacle" qui a conduit à l'exécution de l'Irlandais uni, William Orr (bien que Yelverton aurait versé des larmes lors de la condamnation à mort d'Orr). Celui-ci est accusé d'avoir fait prêter le serment irlandais uni à un soldat appelé Hugh Wheatly; cela était récemment devenu une infraction capitale. En fait, on croyait généralement qu'un autre homme, William McKeever, avait fait prêter serment. Wheatly, qui est le principal témoin à charge, a avoué plus tard qu'il s'était parjuré, mais malgré une superbe défense de John Philpott Curran, Orr est reconnu coupable et pendu. Yelverton a peut-être formé une première impression de la culpabilité d'Orr et a agi en conséquence - même ses admirateurs ont admis qu'en tant que juge, il manquait d'impartialité.
Peter Finnerty, un journaliste, a ensuite été reconnu coupable de diffamation séditieuse pour avoir publié une attaque contre Yelverton à propos de sa conduite du procès d'Orr: cela n'a rien fait pour améliorer la réputation du juge.

## Politicien
Il est élu à la Chambre des communes irlandaise comme député de Donegal Borough de 1774 à 1776. Au cours de la dernière année, Yelverton est élu pour Belfast et Carrickfergus . Il choisit de siéger pour cette dernière circonscription et représente Carrickfergus jusqu'en 1784. Bien que peu d'exemples de son art oratoire survivent, tous les contemporains s'accordent sur son éloquence, qui lui confère une position dominante aux Communes.
Il a apporté son soutien à Henry Grattan et aux Whigs pendant la plus grande partie de sa carrière parlementaire. Il est un fervent partisan de la demande d'un Parlement irlandais indépendant, mais a ensuite changé sa position.

### Loi de Yelverton
Il joue un rôle crucial dans les réformes qui sont appelées collectivement la Constitution irlandaise de 1782. Il a notamment parrainé la loi 21 et 22 de George III, loi visant à réglementer la manière de faire adopter les projets de loi et à éviter les retards dans la convocation des parlements - communément appelée «loi de Yelverton». Cette loi de Poynings radicalement modifiée de 1495 par laquelle toutes les lois devant être adoptées par le Parlement irlandais devaient être rédigées par le Conseil privé d'Irlande, puis envoyées au Conseil privé anglais pour approbation. En vertu de la loi de Yelverton, le rôle du Conseil privé irlandais est aboli et la législation est introduite de la manière habituelle au Parlement irlandais, qui pendant les 17 dernières années de son existence a bénéficié d'une large indépendance.

### Acte d'Union
Dans ses derniers jours, il s'est identifié au parti de la Cour et a voté pour l'Acte d'Union de 1800, pour lequel il est récompensé par une vicomté . Ses anciens amis ne le lui ont jamais pardonné. Sir Jonah Barrington, qui continuait de considérer Yelverton avec affection et respect, regrettait que cette action ait détruit sa réputation pour toujours; mais il a fait valoir qu'une telle erreur de jugement était compréhensible chez un homme qui manquait de sagesse mondaine, et malgré ses nombreuses qualités, n'avait pas un sens moral fort.
Il est devenu membre de la Royal Irish Academy en 1787.

## Famille
Il a trois fils et une fille avec Mary Nugent :
- Hon. William Charles Yelverton, 2e vicomte Avonmore (5 avril 1762 - 28 novembre 1814)
- Hon. Barry Yelverton (22 novembre 1763 - Juin 1824)[8]
- Hon. Walter Aglionby Yelverton (26 janvier 1772 - 3 juin 1824), marié en 1791 à Cecilia Yelverton
- Hon. Anna Maria Yelverton (28 septembre 1775 - 27 avril 1865), marié en 1791, John Bingham, 1er baron Clanmorris de Newbrook

Il est décédé en 1805 dans son manoir, Fortfield House, Terenure, comté de Dublin, qu'il avait construit à grands frais vers 1785 .